# پوتنامویل (ایندیانا)
پوتنامویل (به انگلیسی: Putnamville) یک منطقهٔ مسکونی در ایالات متحده آمریکا است که در شهرستان پاتنم، ایندیانا واقع شده‌است. پوتنامویل ۲۰۶٫۰۵ متر بالاتر از سطح دریا واقع شده‌است.